# Blandiana
Blandiana (in ungherese Maroskarna,  in tedesco Stumpach) è un comune della Romania di 1 097 abitanti, ubicato nel distretto di Alba, nella regione storica della Transilvania.
Il comune è formato da un insieme di 5 villaggi: Acmariu (Meergrub), Blandiana, Ibru (Erbsendorf), Poieni (Pojensdorf), Răcătău (Krebsenteich).
Vi si trova un santuario interamente in legno dedicato a San Nicola (Sf. Nicolae), costruito nel 1768.